# Herlinde Pissarek-Hudelist
Herlinde Pissarek-Hudelist (* 5. Juni 1932 in Innsbruck; † 19. Juni 1994 ebenda) war eine österreichische Theologin, Religionspädagogin und Hochschullehrerin.
Sie war in Österreich die erste Professorin für katholische Theologie an einer Hochschule und weltweit die erste Dekanin einer katholisch-theologischen Fakultät. Sie gilt als wichtige Vertreterin der feministischen Theologie.

## Leben
Nach einem Studium der Theologie an der Universität Innsbruck bei Josef Andreas Jungmann, Karl und Hugo Rahner promovierte Herlinde Pissarek-Hudelist bei Hugo Rahner mit einer dogmengeschichtlichen Arbeit zur Doctorin Theologiae. Anschließend arbeitete sie als Assistentin am Institut für Dogmatik bei Karl Rahner bis zu dessen Weggang an die Universität München. Sie war dann weiter an der theologischen Fakultät Innsbruck tätig, an den Instituten für Pastoraltheologe, Moraltheologie und Liturgiewissenschaft, später als freie Mitarbeiterin der wissenschaftlichen Zeitschrift der Fakultät, der Zeitschrift für katholische Theologie.
Im Rahmen ihrer Mitarbeit bei der Tiroler Synode 1971/72 sammelte sie Erfahrungen im Bereich der Gemeindekatechese, Jugendarbeit und Erwachsenenbildung – dabei besonders zum Themenbereich „Frauen in der Kirche heute“.
Ab 1978 übernahm sie im Auftrag der Theologischen Fakultät Innsbruck Lehrveranstaltungen in der Form von „Schulpraktischen Übungen“, ab 1981 war sie als „Vertragslehrerin im ‘Hochschuldienst“ dort im Arbeitsbereich Katechetik und Religionspädagogik tätig.
Sie lehrte ab 1984 als ordentliche Universitätsprofessorin am damals neuerrichteten Lehrstuhl für Katechetik und katholische Religionspädagogik in Innsbruck und war ab 1984 Vorstand des neuerrichteten Instituts für Katechetik und Religionspädagogik. Von 1989 bis 1993 nahm sie die Aufgabe der Dekanin der Katholisch-Theologischen Fakultät Innsbruck wahr.
Sie war ab 1959 mit Theodor Pissarek verheiratet und hatte mit ihm drei Töchter (1961, 1964, 1966) und einen Sohn (1973).
Die Universität Innsbruck stellte einen Teil ihrer nachgelassenen Bücher der Helen Straumann-Stiftung für Feministische Theologie zur Verfügung, sie befinden sich im Zentrum Gender Studies der Universität Basel.

## Mitarbeit in Fachgesellschaften
- Europäische Gesellschaft für Theologie (Vorstandsmitglied)
- European Society of Women for Theological Research (Gründungsmitglied)

## Werke (in Auswahl)

### Publikationen in Buchform (Autoren- und Herausgeberschaft)
- (Übersetzerin), Yves M.-J. Congar, Priester und Laien im Dienst am Evangelium, Freiburg i. Br., Basel, Wien 1965, (Originaltitel Sacerdote et lai͏̈cat).
- mit Klaus Egger und Traugott Koch: Gesellschaft und Reich Gottes, Öffentlichkeit und Verkündigung. Freiburg im Breisgau / Basel / Wien 1982, ISBN 3-451-19228. (= Christlicher Glaube in moderner Gesellschaft, Teilband 28)
- Feministische Theologie : Ernstfall von Frauenforschung in Auseinandersetzung mit einer männlich dominierten Wissenschaft. In: Frauen-Bunt im Unigrau, Innsbruck 1988, S. 68–76.
- Die Frau in der Sicht der Anthropologie und Theologie. In: Herlinde Pissarek-Hudelist (Hrsg.): Wolfgang Beinert (Beitrag), u. a., Düsseldorf 1989, (= Schriften der Katholischen Akademie in Bayern, Band 129) ISBN 3-491-77772-0.
- Die Stellung der Kirche zur Aussonderung, in: Tiroler Arbeitskreis für integrative Erziehung (Hrsg.): Pädagogik und Therapie ohne Aussonderung, Innsbruck 1990, S. 171 -.
- (Hrsg.), mit Luise Schottroff (Hrsg.): Mit allen Sinnen glauben. Feministische Theologie unterwegs (Festschrift für Elisabeth Moltmann-Wendel zum 65. Geburtstag), Gütersloh 1991, (= Gütersloher Taschenbücher Siebenstern, Band 532), ISBN 3-579-00532-4.
- (Hrsg.), Kath. Familienverb. Österreichs (Hrsg.), Mit dem Kind im Glauben unterwegs (= Brennpunkt Familie, Band 47), Wien 1990, ISBN 3-900353-34-4.
- (Einführung), Henrietta L. Moore (Autorin), Sieglinde Denzel (Übersetzerin), Susanne Naumann (Übersetzerin), Mensch und Frau sein. Perspektiven einer feministischen Anthropologie, deutsche Erstausgabe, Gütersloh 1990, (= Gütersloher Taschenbücher Siebenstern, Band 483) (Originaltitel: Feminism and anthropology), ISBN 3-579-00483-2.
- (Hrsg.), mit Elisabeth Gössmann (Hrsg.): u. a., Wörterbuch der feministischen Theologie Gütersloh 1991, ISBN 3-579-00285-6.

### Beiträge in Sammelwerken (Auswahl)
- Das ordentliche Lehramt als kollegialer Akt des Bischofskollegiums. In: Johann Baptist Metz (Hrsg.): Walter Kern (Hrsg.): Herbert Vorgrimler (Schriftleitung), Gott in der Welt. Festgabe für Karl Rahner zum 60. Geburtstag, Band II (Zur Theologie von Christus und Kirche : Zum Problem der Religionen und Konfessionen. Philosophisch-theologische Grenzprobleme der Geisteswissenschaften. Philosophisch-theologische Grenzprobleme der Naturwissenschaften), Freiburg 1964, S. 166–185.
- Die Bedeutung der Sakramententheologie Karl Rahners für die Diskussion um das Priestertum der Frau. In: Herbert Vorgrimler (Hrsg.): Wagnis Theologie. Erfahrungen mit der Theologie Karl Rahners, (Karl Rahner zum 75. Geburtstag am 5. März 1979) Freiburg 1979, ISBN 3-451-18491-5, S. 417–434.
- Universaler Heilsoptimismus – Denkanstoss für den Religionsunterricht?, in: Elmar Klinger (Hrsg.): Klaus Wittstadt (Hrsg.): Glaube im Prozess. Für Karl Rahner, Freiburg 1984, ISBN 3-451-20012-0, S. 713–740.
- Die Herausforderung theologischer Frauenforschung an den Fachbereich Katechetik/Religionspädagogik. In: Elisabeth Moltmann-Wendel (Hrsg.): Elisabeth Gössmann (Beitrag), u. a., Weiblichkeit in der Theologie. Verdrängung und Wiederkehr (= Gütersloher Taschenbücher Siebenstern, Band 494), Gütersloh 1988, ISBN 3-579-00494-8, S. 112–148.
- Mann und Frau in der Sicht der feministischen Theologie. In: Theodor Schneider (Hrsg.): Elisabeth Gössmann (Beitrag), u. a. Mann und Frau – Grundproblem theologischer Anthropologie (= Quaestiones disputatae, Band 121), Freiburg im Breisgau, Basel, Wien 1989, ISBN 3-451-02121-8, S. 73–123.
- Das Bild der Frau im Wandel der Theologiegeschichte. In: Herlinde Pissarek-Hudelist (Hrsg.): Die Frau in der Sicht der Anthropologie und Theologie (= Schriften der Katholischen Akademie in Bayern, Band 129), Düsseldorf 1989, ISBN 3-491-77772-0, S. 19–39.
- Abtreibung – Recht der Mutter, Recht des Kindes? In: Marianne Enigl (Hrsg.): Sabine Perthold (Hrsg.): Der weibliche Körper als Schlachtfeld. Neue Beiträge zur Abtreibungsdiskussion, Wien 1993, ISBN 3-900478-62-7, S. 34 -.
- Männer müssen abgeben, Frauen sich behaupten. In: Britta Hübener (Hrsg.): Hartmut Meesmann (Hrsg.): Streitfall Feministische Theologie, Düsseldorf 1993, ISBN 3-491-77941-3, S. 174–183.

### Zeitschriftenartikel (Auswahl)
- Die Gottesfrage im Religionsunterricht heutiger Jugendlicher, in: Zeitschrift für katholische Theologie, Jahrgang 102, 1980, S. 314–332.
- Feministische Theologie – eine Herausforderung?, Zeitschrift für katholische Theologie Jahrgang 103, 1981, S. 289–308; S. 400–425.
- Die Herausforderung Feministischer Theologie an den Fachbereich Katechetik/Religionspädagogik. In: KatBl, 113. Jahrgang, 1988, S. 864–874.
- (Mitarbeit), mit Anna Vogl (Mitarbeit), Gerhard Koebler (Mitarbeit), Rudolf Palme (Mitarbeit), Erich Kaufer (Mitarbeit), u. a.,  Universitaet Innsbruck. Themenheft: Die Forschung lebt. In: Österreichische Hochschulzeitung, Jahrgang 42, 1990, Heft 5, S. 8–21, ISSN 0029-9197.
- Feministische Theologie und Religionspädagogik, in JRPäd Jahrgang 6, 1990, S. 150–173.
- Als Frau von Gott erzählen. Feministische Visionen einer neuen Rede von Gott, Katechetische Blätter, Jahrgang 115, 1990, S. 101–117.